# Saint-Germain-Laprade
Pour les articles homonymes, voir Saint-Germain.
Saint-Germain-Laprade est une commune française située dans le département de la Haute-Loire en région Auvergne-Rhône-Alpes.

## Géographie

### Localisation
La commune de Saint-Germain-Laprade se trouve dans le département de la Haute-Loire, en région Auvergne-Rhône-Alpes.
Elle se situe à 9 km par la route du Puy-en-Velay, préfecture du département, 75 km de Saint-Étienne et 132 km de Clermont-Ferrand.
Les communes les plus proches sont : 
Blavozy (2,2 km), Brives-Charensac (3,5 km), Saint-Étienne-Lardeyrol (4,5 km), Lantriac (5,0 km), Saint-Pierre-Eynac (5,2 km), Le Monteil (5,2 km), Arsac-en-Velay (5,7 km), Chaspinhac (5,7 km).
| Le Monteil       | Chaspinhac            | Blavozy Saint-Pierre-Eynac |
| Brives-Charensac | Saint-Germain-Laprade | Saint-Julien-Chapteuil     |
| Coubon           | Arsac-en-Velay        | Lantriac                   |

### Hameau de Fay-la-Triouleyre
Fay-la-Triouleyre est un village situé sur la commune de Saint-Germain-Laprade. Le village de Fay-la-Triouleyre est situé en bordure de la RN 88 à 3,5 km du centre du bourg de Saint-Germain-Laprade et à 5 km du Puy-en-Velay. Le village est entouré à l'ouest par le plateau de la Chaud, au nord par la vallée de la Sumène et au sud par le mont Brunelet.
La première référence à ce village est faite par les moines de l'abbaye de Doue en 1216 sous le nom de « Faet ».
Scipion-Sidoine-Apollinaire-Gaspard-Armand XX, marquis de Polignac et de Chalencon (1660-1739) cède ses droits seigneuriaux sur son fief de Fay-la-Triouleyre  à la Chartreuse de Brives par un acte du 24 févr. 1693.
| Date | Population de Fay-la-Triouleyre | Population commune de Saint-Germain-Laprade | Part de la population de Fay-la-Triouleyre dans la population de la commune (%) |
| ---- | ------------------------------- | ------------------------------------------- | ------------------------------------------------------------------------------- |
| 1806 | 346                             | 1924                                        | 18,0                                                                            |
| 1820 | 321                             | 1785                                        | 18,0                                                                            |
| 1846 | 364                             | 2610                                        | 13,9                                                                            |
| 1851 | 340                             | 2450                                        | 13,9                                                                            |
| 1856 | 326                             | 2464                                        | 13,2                                                                            |
| 1861 | 317                             | 2604                                        | 12,2                                                                            |
| 1866 | 324                             | 2607                                        | 12,4                                                                            |
| 1872 | 326                             | 2620                                        | 12,4                                                                            |
| 1876 | 339                             | 2679                                        | 12,7                                                                            |
| 1881 | 329                             | 2611                                        | 12,6                                                                            |
| 1886 | 333                             | 2663                                        | 12,5                                                                            |
| 1901 | 325                             | 1792                                        | 18,1                                                                            |
| 1911 | 302                             | 1760                                        | 17,2                                                                            |
| 1921 | 252                             | 1601                                        | 15,7                                                                            |
| 1926 | 232                             | 1570                                        | 14,8                                                                            |
| 1931 | 227                             | 1514                                        | 15,0                                                                            |
| 1936 | 201                             | 1403                                        | 14,3                                                                            |

### Climat
Pour des articles plus généraux, voir Climat d'Auvergne-Rhône-Alpes et Climat de la Haute-Loire.
En 2010, le climat de la commune est de type climat des marges montargnardes, selon une étude du Centre national de la recherche scientifique s'appuyant sur une série de données couvrant la période 1971-2000. En 2020, Météo-France publie une typologie des climats de la France métropolitaine dans laquelle la commune est exposée à un climat de montagne ou de marges de montagne et est dans la région climatique Sud-est du Massif Central, caractérisée par une pluviométrie annuelle de 1 000 à 1 500 mm, minimale en été, maximale en automne.
Pour la période 1971-2000, la température annuelle moyenne est de 9,6 °C, avec une amplitude thermique annuelle de 16,4 °C. Le cumul annuel moyen de précipitations est de 737 mm, avec 8,2 jours de précipitations en janvier et 6,7 jours en juillet. Pour la période 1991-2020, la température moyenne annuelle observée sur la station météorologique de Météo-France la plus proche, « Le Puy-Chadrac », sur la commune de Chadrac à 6 km à vol d'oiseau, est de 10,4 °C et le cumul annuel moyen de précipitations est de 632,0 mm,. Pour l'avenir, les paramètres climatiques de la commune estimés pour 2050 selon différents scénarios d'émission de gaz à effet de serre sont consultables sur un site dédié publié par Météo-France en novembre 2022.

### Géologie et relief
La commune de Saint-Germain-Laprade s'étend sur 2 811 hectares, du pied du Meygal, d'origine volcanique, jusqu'aux portes du Puy-en-Velay. Son altitude moyenne est d'environ 677 mètres (altitude minimale de 601 mètres et maximale de 920 mètres).

## Urbanisme

### Typologie
Au 1er janvier 2024, Saint-Germain-Laprade est catégorisée bourg rural, selon la nouvelle grille communale de densité à sept niveaux définie par l'Insee en 2022.
Elle est située hors unité urbaine. Par ailleurs la commune fait partie de l'aire d'attraction du Puy-en-Velay, dont elle est une commune de la couronne,. Cette aire, qui regroupe 59 communes, est catégorisée dans les aires de 50 000 à moins de 200 000 habitants,.

### Occupation des sols
L'occupation des sols de la commune, telle qu'elle ressort de la base de données européenne d’occupation biophysique des sols Corine Land Cover (CLC), est marquée par l'importance des territoires agricoles (66,8 % en 2018), en diminution par rapport à 1990 (70,1 %). La répartition détaillée en 2018 est la suivante : 
prairies (41,6 %), zones agricoles hétérogènes (25,2 %), forêts (23,6 %), zones urbanisées (6,8 %), zones industrielles ou commerciales et réseaux de communication (2,8 %). L'évolution de l’occupation des sols de la commune et de ses infrastructures peut être observée sur les différentes représentations cartographiques du territoire : la carte de Cassini (XVIIIe siècle), la carte d'état-major (1820-1866) et les cartes ou photos aériennes de l'IGN pour la période actuelle (1950 à aujourd'hui).

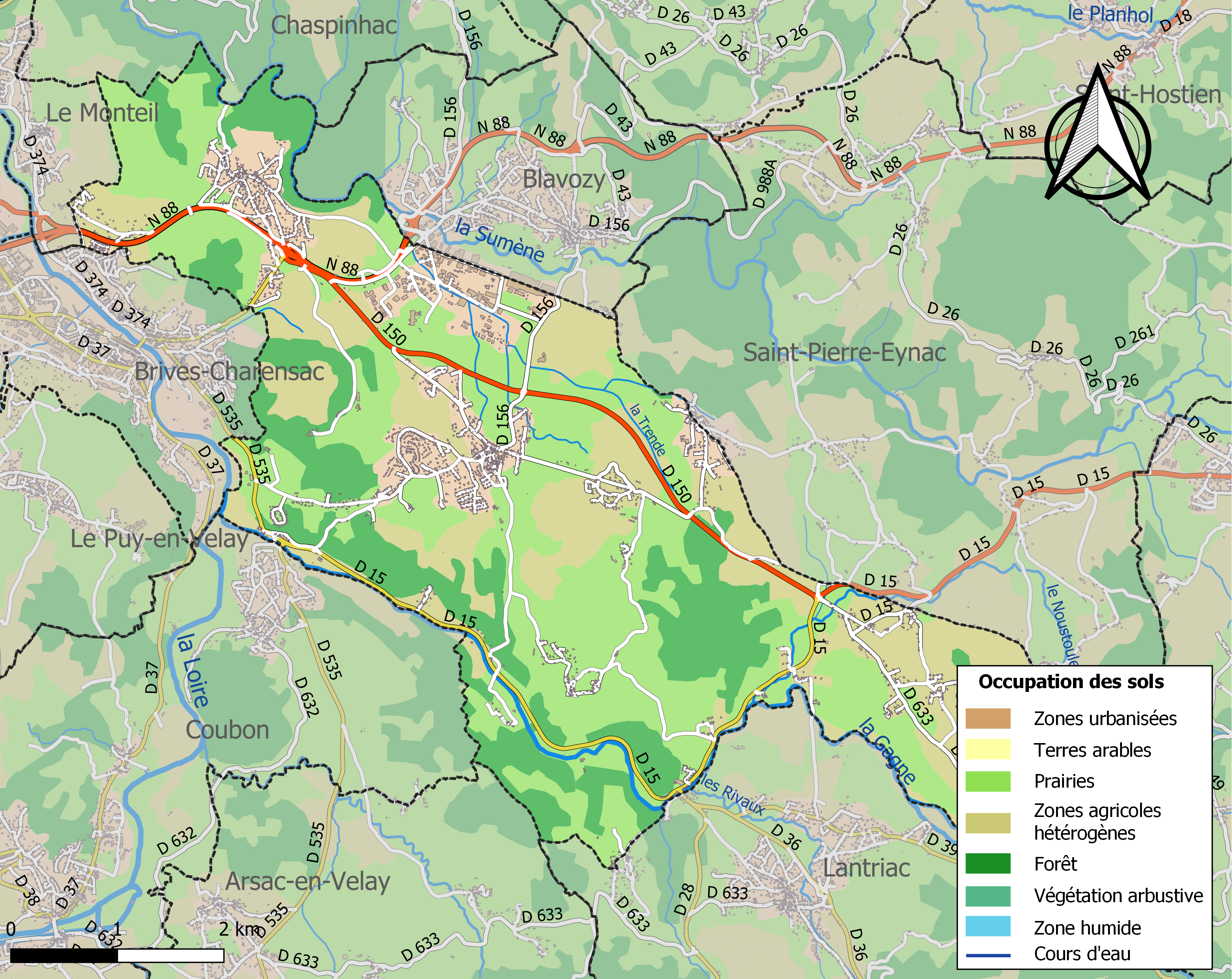
Carte des infrastructures et de l'occupation des sols de la commune en 2018 (CLC).

### Habitat et logement
En 2018, le nombre total de logements dans la commune était de 1 626, alors qu'il était de 1 511 en 2013 et de 1 405 en 2008.
Parmi ces logements, 90,3 % étaient des résidences principales, 3 % des résidences secondaires et 6,7 % des logements vacants. Ces logements étaient pour 94,2 % d'entre eux des maisons individuelles et pour 5,6 % des appartements.
Le tableau ci-dessous présente la typologie des logements à Saint-Germain-Laprade en 2018 en comparaison avec celle de la Haute-Loire et de la France entière. Une caractéristique marquante du parc de logements est ainsi une proportion de résidences secondaires et logements occasionnels (3 %) inférieure à celle du département (16,1 %) mais supérieure à celle de la France entière (9,7 %). Concernant le statut d'occupation de ces logements, 80,1 % des habitants de la commune sont propriétaires de leur logement (80,5 % en 2013), contre 70 % pour la Haute-Loire et 57,5 pour la France entière.
| Typologie                                               | Saint-Germain-Laprade | Haute-Loire | France entière |
| ------------------------------------------------------- | --------------------- | ----------- | -------------- |
| Résidences principales (en %)                           | 90,3                  | 71,5        | 82,1           |
| Résidences secondaires et logements occasionnels (en %) | 3                     | 16,1        | 9,7            |
| Logements vacants (en %)                                | 6,7                   | 12,4        | 8,2            |

## Toponymie
Les anciennes formes sont : Prata Sancti Germani prope Podium vers 990, Parochia S. Germani en 1164, Ecclesia et villa S. Germani en 1164, S. Jermanus en 1271, Castrum de Sancto Germano en 1349, Parochia S. Germani la Prada en 1477, Sainct-Germa au XVe siècle, Sainct-Germe en 1534, Sainct-Germain-la-Prade en Vellay en 1539, S. Germanus de Pratis en 1715, Germain-Laprade en 1793.
Le toponyme de Laprade dérive de l'occitan prada, signifiant « prairie », et trouve son origine dans le bas latin pratum ou prata (pré). Ce terme a également donné prée en vieux français.

## Histoire

### Préhistoire et Antiquité
Si furent trouvées des traces d'occupation magdaléniennes dans la Grotte rouge du mont Brunelet, aujourd'hui sur la commune de Brives-Charensac, rien n'indique une quelconque présence préhistorique sur le territoire de Saint-Germain-Laprade, ni même une implantation Gauloise.
De l'époque gallo-romaine furent trouvés certains éléments qui laissent présumer la création du village : le tracé de la voie romaine Anicium - Valentia ou Acunum; de nombreux fragments de poteries; des monnaies; une stèle; le soubassement du clocher de l'église constitué d’éléments d’un temple antique.

### Moyen Âge
Le village tire son nom d’un des deux saints, Germain d'Auxerre (384-448) ou Germain de Paris (496-575). La prade désigne une étendue de prés.
La première mention de l'église apparaît en 1164, mais sa construction a dû commencer vers 976, et  s’est faite ensuite en plusieurs étapes : à la structure primitive romane fut ajouté à la fin du XIVe siècle  deux chapelles latérales gothiques, puis au début du XVIe siècle deux chapelles au Nord. Eurent lieu encore de nombreuses et importantes transformations : en 1755, en 1772, au XIXe siècle, et encore au XXe siècle.
En 976, sous l’épiscopat de Guy d'Anjou et dans le cadre du mouvement spirituel et social de la Paix de Dieu, se tint dans une prairie aux abords de Laprade un plaid (assemblée de justice), qui imposa la paix à des seigneurs toujours en guerre.
En 1138 est fondée l'abbaye de Doue. Occupée par l’ordre des Prémontrés, elle connut plusieurs siècles de prospérité, mais est pillée lors de la guerre de Cent Ans par le "routier" Seguin de Badefol. Lors des guerres de Religion, elle est sommairement fortifiée et subit des combats entre partisans de la Ligue catholique et soutiens du roi Henri IV, en décembre 1589. Elle est de nouveau pillée à la Révolution[réf. nécessaire]. Diverses restaurations ont permis de la sauver de la ruine.
Une baronnie fut créée au XIIe siècle, et diverses familles furent seigneurs du lieu :  les de Turenne, de Poinsac, de Morgues, de Clérico.
En 1217, l'évêque du Puy Robert de Mehun est assassiné par Bertrand de Cayres près du village. Son corps est inhumé dans l'église abbatiale de Doue.
Un château est bâti au XVe siècle à l'écart du bourg, l'imposant château du Villard. Est aussi bâtie à la même époque une maison-forte dans le village. Tous deux seront plusieurs fois restaurés ou remaniés.

### Les Hospitaliers
En 1159, Guichard de Saint-Germain fit don de sa dépendance de Pébellit aux Hospitaliers de l'ordre de Saint-Jean de Jérusalem de la commanderie Saint-Jean du Puy, celle-ci appartenant auparavant aux Lépreux de Brives,. Ce fut toujours une annexe qu'on retrouve ensuite parmi les possessions de la commanderie de Devesset.

### De la Renaissance à aujourd'hui
Comme déjà vu dans le chapitre précédent, le village connut les tourments des guerres de Religion, surtout lors de la huitième (1585-1598), la ville du Puy ayant été un des bastions de la Sainte Ligue, soutenant une lutte acharnée qui eut des répercussions dans tout le Velay.
Le château du Villard fut le théâtre de combats en 1590, sa garnison dirigée par Gabriel de Morgues étant passée au fil de l'épée.
Saint-Germain-la-Prade (ce nom lui est donné en 1801. Avant cela, c'est un peu flou, entre "La Prade", "Laprade", "Saint-Germain".) devient commune en 1790, et fait partie du département nouvellement créé de Haute-Loire. Plusieurs villages sont intégrés à la municipalité : Fay-la-Triouleyre, Marnhac, Noustoulet, Servissac, le Pin, les Pandraux. L'un d'eux, Blavozy, quitte cette union à la fin du XIXe siècle pour s’ériger en commune indépendante.
Depuis 1906 y est produit la Maurin Quina (en), alcool emblématique de Haute-Loire avec la Verveine du Velay 55 Pagès.
Soixante-six enfants de la municipalité sont tombés au champ d'honneur lors de la Première Guerre mondiale, sept lors de la seconde. Deux monuments aux morts rappellent ce lourd bilan. Un troisième, au lieu-dit Peyrard, témoigne que le 14 juillet 1944 trois résistants furent abattus là par la Wehrmacht.

## Politique et administration

### Découpage territorial
La commune de Saint-Germain-Laprade est membre de la communauté d'agglomération du Puy-en-Velay, un établissement public de coopération intercommunale (EPCI) à fiscalité propre créé le 26 décembre 2016 dont le siège est à Le Puy-en-Velay. Ce dernier est par ailleurs membre d'autres groupements intercommunaux.
Sur le plan administratif, elle est rattachée à l'arrondissement du Puy-en-Velay, au département de la Haute-Loire, en tant que circonscription administrative de l'État, et à la région Auvergne-Rhône-Alpes.
Sur le plan électoral, elle dépend du canton du Puy-en-Velay-3 pour l'élection des conseillers départementaux, depuis le redécoupage cantonal de 2014 entré en vigueur en 2015, et de la première circonscription de la Haute-Loire   pour les élections législatives, depuis le redécoupage électoral de 1986.

### Liste des maires
| Période                                  | Période                                     | Identité           | Étiquette         | Qualité                                                             |
| ---------------------------------------- | ------------------------------------------- | ------------------ | ----------------- | ------------------------------------------------------------------- |
| 1944                                     | 1947                                        | Jean-Paul Peyrelon |                   |                                                                     |
| 1947                                     | 1971                                        | François Gippet    |                   |                                                                     |
| 1971                                     | 2001                                        | Augusta Badiou     |                   |                                                                     |
| 2001                                     | 2014                                        | Daniel Exbrayat    |                   |                                                                     |
| 2014                                     | avril 2021 (démission pour raison de santé) | André Cornu        | Gauche écologique | Enseignant en électrotechnique Conseiller départemental (2015-2021) |
| mars 2021                                | En cours                                    | Guy Chapelle       | Gauche écologique |                                                                     |
| Les données manquantes sont à compléter. |                                             |                    |                   |                                                                     |

### Jumelages
La commune de Saint Germain Laprade est jumelée avec :
- Nàquera (Espagne)
- Calco (Italie).

## Population et société

### Démographie

#### Évolution démographique
L'évolution du nombre d'habitants est connue à travers les recensements de la population effectués dans la commune depuis 1793. Pour les communes de moins de 10 000 habitants, une enquête de recensement portant sur toute la population est réalisée tous les cinq ans, les populations de référence des années intermédiaires étant quant à elles estimées par interpolation ou extrapolation. Pour la commune, le premier recensement exhaustif entrant dans le cadre du nouveau dispositif a été réalisé en 2006.

En 2022, la commune comptait 3 459 habitants, en évolution de −4,21 % par rapport à 2016 (Haute-Loire : +0,36 %, France hors Mayotte : +2,11 %).
| 1793  | 1800  | 1806  | 1821  | 1831  | 1836  | 1841  | 1846  | 1851  |
| ----- | ----- | ----- | ----- | ----- | ----- | ----- | ----- | ----- |
| 2 118 | 1 922 | 2 006 | 2 334 | 2 184 | 2 469 | 2 520 | 2 610 | 2 450 |

| 1856  | 1861  | 1866  | 1872  | 1876  | 1881  | 1886  | 1891  | 1896  |
| ----- | ----- | ----- | ----- | ----- | ----- | ----- | ----- | ----- |
| 2 564 | 2 604 | 2 607 | 2 620 | 2 679 | 2 611 | 2 663 | 2 689 | 1 913 |

| 1901  | 1906  | 1911  | 1921  | 1926  | 1931  | 1936  | 1946  | 1954  |
| ----- | ----- | ----- | ----- | ----- | ----- | ----- | ----- | ----- |
| 1 821 | 1 814 | 1 760 | 1 610 | 1 512 | 1 522 | 1 405 | 1 224 | 1 187 |

| 1962  | 1968  | 1975  | 1982  | 1990  | 1999  | 2006  | 2011  | 2016  |
| ----- | ----- | ----- | ----- | ----- | ----- | ----- | ----- | ----- |
| 1 135 | 1 166 | 1 491 | 2 169 | 2 739 | 2 992 | 3 325 | 3 438 | 3 611 |

| 2021  | 2022  | - | - | - | - | - | - | - |
| ----- | ----- | - | - | - | - | - | - | - |
| 3 528 | 3 459 | - | - | - | - | - | - | - |

#### Pyramide des âges
La population de la commune est relativement jeune.
En 2018, le taux de personnes d'un âge inférieur à 30 ans s'élève à 33,5 %, soit au-dessus de la moyenne départementale (31 %). À l'inverse, le taux de personnes d'âge supérieur à 60 ans est de 24,9 % la même année, alors qu'il est de 31,1 % au niveau départemental.
En 2018, la commune comptait 1 851 hommes pour 1 802 femmes, soit un taux de 50,67 % d'hommes, légèrement supérieur au taux départemental (49,13 %).
Les pyramides des âges de la commune et du département s'établissent comme suit.
| Hommes | Classe d’âge | Femmes |
| ------ | ------------ | ------ |
| 0,4    | 90 ou +      | 1,0    |
| 4,7    | 75-89 ans    | 6,9    |
| 18,1   | 60-74 ans    | 18,6   |
| 22,6   | 45-59 ans    | 24,4   |
| 17,3   | 30-44 ans    | 19,2   |
| 16,1   | 15-29 ans    | 13,4   |
| 20,8   | 0-14 ans     | 16,5   |

| Hommes | Classe d’âge | Femmes |
| ------ | ------------ | ------ |
| 0,9    | 90 ou +      | 2,5    |
| 8,4    | 75-89 ans    | 11,7   |
| 20,4   | 60-74 ans    | 20,5   |
| 21,3   | 45-59 ans    | 20,3   |
| 16,8   | 30-44 ans    | 16,3   |
| 15,2   | 15-29 ans    | 13,2   |
| 17     | 0-14 ans     | 15,6   |

## Économie
Longtemps largement rurale, la commune connait un renouveau économique à partir des années 1970. En effet, il est décidé de concert avec la commune voisine de Blavozy l'installation d'une zone industrielle qui deviendra la ZI Laprade et voit l'arrivée de l'entreprise Michelin. À cet endroit, se trouve aussi la distillerie de la Verveine du Velay. Actuellement, la zone compte une soixantaine d'entreprises, dont le spécialiste des céréales en agriculture biologique Celnat, ou l'entreprise pharmaceutique Fareva (ex-C.C.M.S.D.) (200 p.).

### Revenus
En 2018, la commune compte 1 468 ménages fiscaux, regroupant 3 725 personnes. La médiane du revenu disponible par unité de consommation est de 22 520 € (20 800 € dans le département). 52 % des ménages fiscaux sont imposés (42,8 % dans le département).

### Emploi
| Division       | 2008  | 2013  | 2018  |
| -------------- | ----- | ----- | ----- |
| Commune        | 6 %   | 4 %   | 5 %   |
| Département    | 6,3 % | 7,7 % | 7,7 % |
| France entière | 8,3 % | 10 %  | 10 %  |

En 2018, la population âgée de 15 à 64 ans s'élève à 2 344 personnes, parmi lesquelles on compte 75,4 % d'actifs (70,4 % ayant un emploi et 5 % de chômeurs) et 24,6 % d'inactifs,. Depuis 2008, le taux de chômage communal (au sens du recensement) des 15-64 ans est inférieur à celui de la France et du département.
La commune fait partie de la couronne de l'aire d'attraction du Puy-en-Velay, du fait qu'au moins 15 % des actifs travaillent dans le pôle,. Elle compte 1 517 emplois en 2018, contre 1 517 en 2013 et 1 287 en 2008. Le nombre d'actifs ayant un emploi résidant dans la commune est de 1 662, soit un indicateur de concentration d'emploi de 91,3 % et un taux d'activité parmi les 15 ans ou plus de 59,9 %.
Sur ces 1 662 actifs de 15 ans ou plus ayant un emploi, 384 travaillent dans la commune, soit 23 % des habitants. Pour se rendre au travail, 94,6 % des habitants utilisent un véhicule personnel ou de fonction à quatre roues, 0,5 % les transports en commun, 2,6 % s'y rendent en deux-roues, à vélo ou à pied et 2,3 % n'ont pas besoin de transport (travail au domicile).

## Culture locale et patrimoine

### Lieux et monuments
Liste des sites inscrits ou classés à Saint-Germain-Laprade :
- Château du bourg, inscrit partiellement au titre des monuments historiques par arrêté du 22 mars 1983[33].
- Vestiges de l'église de l'ancienne abbaye de Doue y compris la dalle d'enfeu portant sur une épitaphe et encastrée dans l'abside, et la chapelle Sainte-Catherine, ainsi que le sol de l'ancienne emprise de l'abbaye.
- Ancienne abbaye de Doue : parties suivantes des bâtiments conventuels : aile est, y compris la salle capitulaire et la pièce aux lambris peints ; aile sud, y compris le grand salon lambrissé et la chambre à alcôve dite de l'abbé[34].
- Église Saint-Germain[35].
- Château du Villard, inscrit partiellement au titre des monuments historiques par arrêté du 8 juin 1979[36].

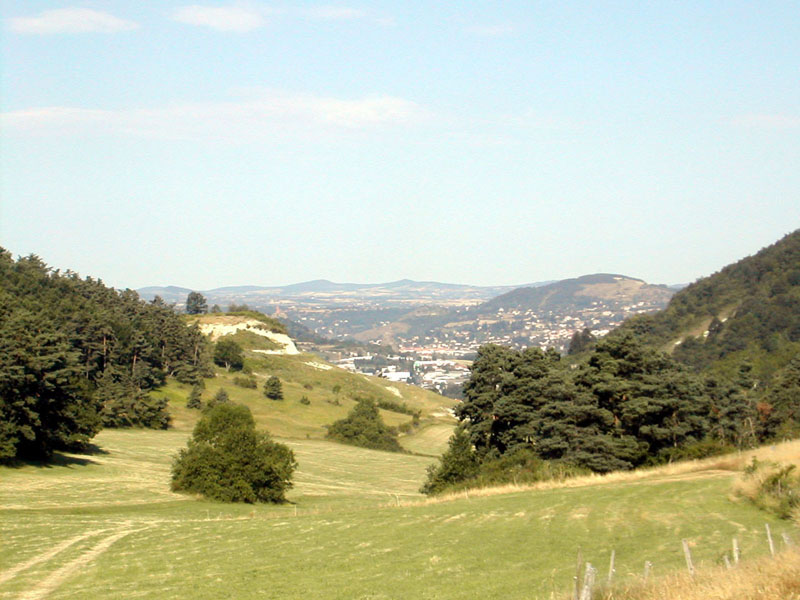
Chemin de Saint-Régis.
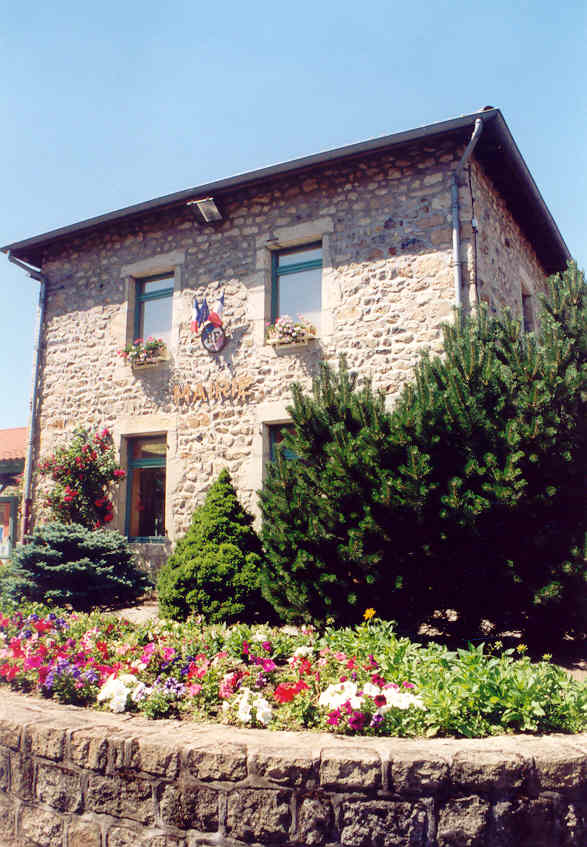
Mairie de Saint-Germain-Laprade.
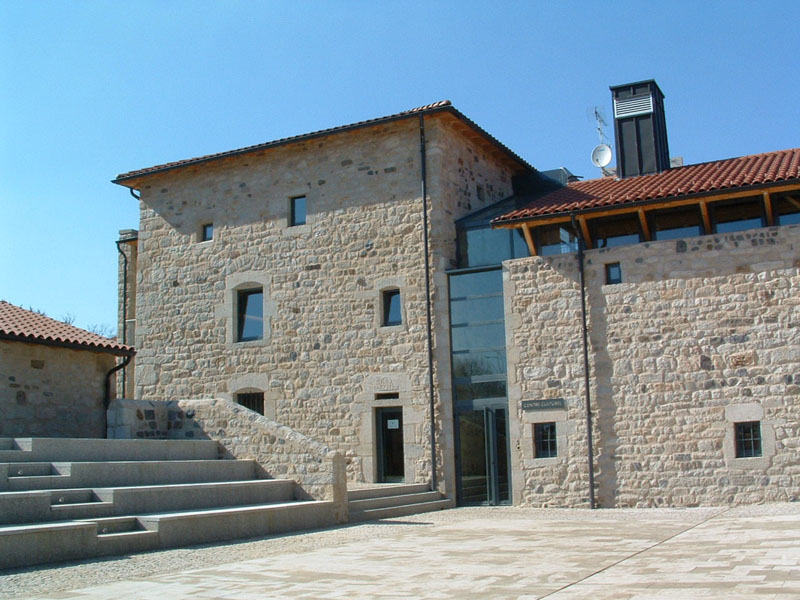
Centre Culturel de Saint-Germain-Laprade.
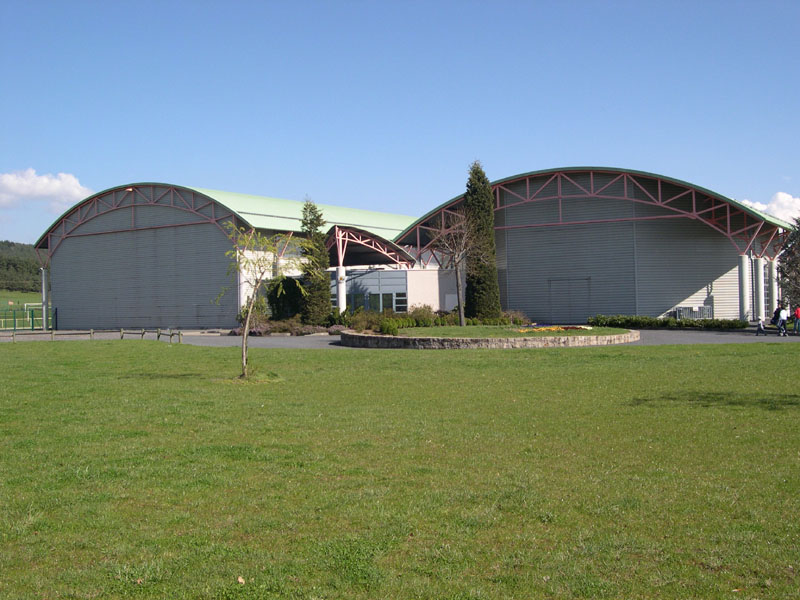
Complexe sportif de Saint-Germain-Laprade.

### Culte
- Église évangélique Bonne Nouvelle[37].

### Personnalités liées à la commune
- Guy d'Anjou (- mort en 996), l'un des principaux inventeurs de la paix de Dieu. Il embrasse la carrière monastique. Devenu évêque du Puy, il dirige les plaids de Laprade (vers 975-980) et de Saint-Paulien dit « du Puy » (vers 993/994).
- Mathieu de Morgues (1582-1670), dit sieur de Saint-Germain, né à Saint-Germain-Laprade[38], est un pamphlétaire français[39].
- Jean-François Régis (né en 1597 - mort en 1640), jésuite missionnaire des campagnes et en particulier de l'Ardèche. Canonisé en 1737, il est fêté le 16 juin. Saint Jean-François Régis est le patron des Jésuites de la province de France. Le deuxième cimetière de Saint-Germain-Laprade porte son nom en son hommage, il fut terminé en 1997.
- Le Dr Claude Auguste Reynaud (1804-1878)[40] a acheté le château du Villard vers 1860. Il y accueillera Émile Reynaud (voir ci-dessous), fils de son cousin germain, et sa mère devenue veuve.
- Émile Reynaud, (né en 1844 - mort en 1918) - photographe, dessinateur et enseignant français, inventeur du praxinoscope, du théâtre optique, du dessin animé non-cinématographique et précurseur du cinéma. Il étudia dans la bibliothèque du château du Villard, village de la commune. La salle amphithéâtre du Centre culturel municipal de Saint-Germain-Laprade porte son nom en son honneur, elle a été inaugurée en présence de ses descendants en mai 2008.
- Victor Constant (né en 1869 - mort en 1965), homme politique français devenu conseiller municipal du Puy-en-Velay et conseiller d'arrondissement en 1904. Il s'investit pleinement dans la vie politique et sociale, devenant vice-président du Syndicat départemental des liquides, administrateur du journal L'Avenir de la Haute-Loire ; il était aussi chef du Parti républicain libéral du Puy-en-Velay et président de l'œuvre des conférences populaires. Il devient maire de Saint-Germain-Laprade en 1908 jusqu'en 1929.